# Shuangding
Shuangding (kinesiska: 双定乡, 双定) är en socken i Kina. Den ligger i den autonoma regionen Guangxi, i den södra delen av landet, omkring 29 kilometer nordväst om regionhuvudstaden Nanning.
Genomsnittlig årsnederbörd är 2 017 millimeter. Den regnigaste månaden är augusti, med i genomsnitt 423 mm nederbörd, och den torraste är januari, med 34 mm nederbörd.